# Los Bayos
Los Bayos es una villa española, perteneciente al municipio de Murias de Paredes, en la provincia de León y la comarca de Omaña, en la Comunidad Autónoma de Castilla y León.

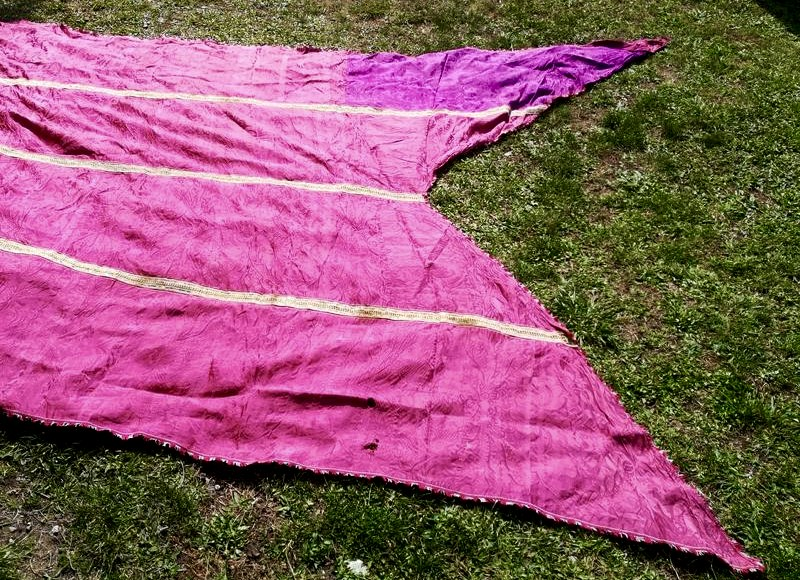
Foto del pendón de Los Bayos

Los terrenos de Los Bayos limitan con los de Peñalba de Cilleros y Quintanilla de Babia al norte, Murias de Paredes al este, Vivero al sur, y El Villar de Santiago al oeste.